# التائب (فلم)
التائب (بالإنجليزية: The Repentant) هو فيلم دراما تم إنتاجه في الجزائر وصدر في سنة 2012.

## القصة
تحكي يوميات رشيد الإرهابي التائب المستفيد من عفو بقانون الوئام المدني تاركا وراءه مشواره الجهاديي في جبال الجزائر ليعود لبيته في قريته. بعد تلقي تهديدات ، فرإلى المدينة وأبلغ مركز الشرطة. وضعه الضابط في مقهى تحت المراقبة. تواصل رشيد في خفية مع صيدلي هلكته ذكريات  فقدان ابنته الصغيرة سلمى المختطفة من جماعة رشيد الإرهابية قبل 5 سنوات. قرر رشيد أخد لخضر الصيدلي وزوجته جميلة إلى مكان قبر إبنتيهما ليريح ضميره ويهرب من المنطقة بالمال الذي سيأخذه من الزوجين مقابل إرشادهما لقبر إبنتيهما.
من خلال هذه القصة ، يصف مرزاق علواش المجتمع الجزائري الذي مر بمرحلة  تميزت بالإرهاب الأعمى في التسعينيات و الذي لليوم ما زال مصاب الصدمة بسبب عقد أسود طويل.
يُعرض الفيلم في أسبوع المخرجين ، كجزء من مهرجان كان السينمائي 2012.

## الممثلون
- حسان بن زراري

## روابط خارجية
- مقالات تستعمل روابط فنية بلا صلة مع ويكي بيانات